# Venerable
Un venerable és, en el context de l'Església catòlica, un difunt que, amb motiu d'haver viscut d'acord amb les virtuts cristianes, és candidat a ser beatificat i que és proclamat com a venerable (susceptible, llavors, de rebre culte) per la Congregació per a les Causes dels Sants de la Santa Seu. La consideració de venerable constituïx el segon pas en el camí de la canonització, després d'haver estat servent de Déu.

## Procés de beatificació
El procés de beatificació declara que un difunt ha viscut una vida de santedat, i ha realitzat un miracle després de la seva mort. Comença quan el bisbe de la regió d'on va néixer, va viure o va morir el candidat fa recollir proves i testimonis que permetin provar que la persona va viure en santedat o va practicar heroicament les virtuts cristianes. Si és així, és declarat Servent de Déu. El bisbe presenta llavors el cas a la Santa Seu, a la Congregació per a les Causes dels Sants, amb la biografia completa, i proves dels fets, i, si n'hi ha, del miracle atribuït a la persona. Aquest cas és avaluat per un grup d'experts en ciències (catòlics i no catòlics) i teòlegs. Si el cas és aprovat el candidat és declarat venerable i si hi ha un miracle i queda demostrat que ha estat realitzat per la intercessió de la persona, és proclamat beat. Un segon miracle donaria lloc a un altre examen i a la proclamació de la persona com a sant.